# تومييا
تومييا هي مدن اليابان، تقع في مياغي، بلغ عدد سكانها 51,767 نسمة وذلك حسب إحصائيات سنة 2016، تبلغ مساحتها 49.18 كيلومتر مربع.

## أعلام
- تورو دوي